# Nesselsdorf F
Nesselsdorf F (укр. Нессельдорф Ф) модель австро-угорського товариства «Нессельдорфська Вагонобудівна Фабрика» (сьогодні Копрівніце, Моравія, Чехія). Збудовано 3 автомашини 1905 на основі досвіду будівництва автомашини Nesselsdorf E.
Під підлогою кузова перед задньою віссю встановлено 4-циліндровий опозитний мотор об'ємом 7550 см³ і потужністю 28-34 к.с.. Мотор змонтували шляхом об'єднання двох 2-циліндрових моторів з попередніх моделей. Це була остання модель Нессельдорф з таким розміщенням мотора. Розвивала швидкість до 60 км/год. Випускалась з кузовами 4-місним з балдахіном, 4-місним закритим і з першим кузовом класу лімузин.
Модель F замінила 1907 більша передньомоторна модель J.